# Biencourt (Quebec)
Biencourt es un municipio canadiense situado en la provincia de Quebec.

## Superficie
Biencourt tiene una superficie de 187,12 km².

## Demografía
En 2021, tenía 433 habitantes, una densidad poblacional de 2,3 hab./km², y 283 viviendas.